# Embraer Phenom 300
L'Embraer Phenom 300 è un business jet prodotto dall'azienda brasiliana Embraer. Si tratta di un bimotore capace di trasportare da 8 a 9 passeggeri, a seconda della configurazione scelta dal cliente si può arrivare fino a 11, con un'autonomia di volo di 3.650 km. Rientra nella stessa famiglia del più piccolo Embraer Phenom 100.

## Storia del progetto

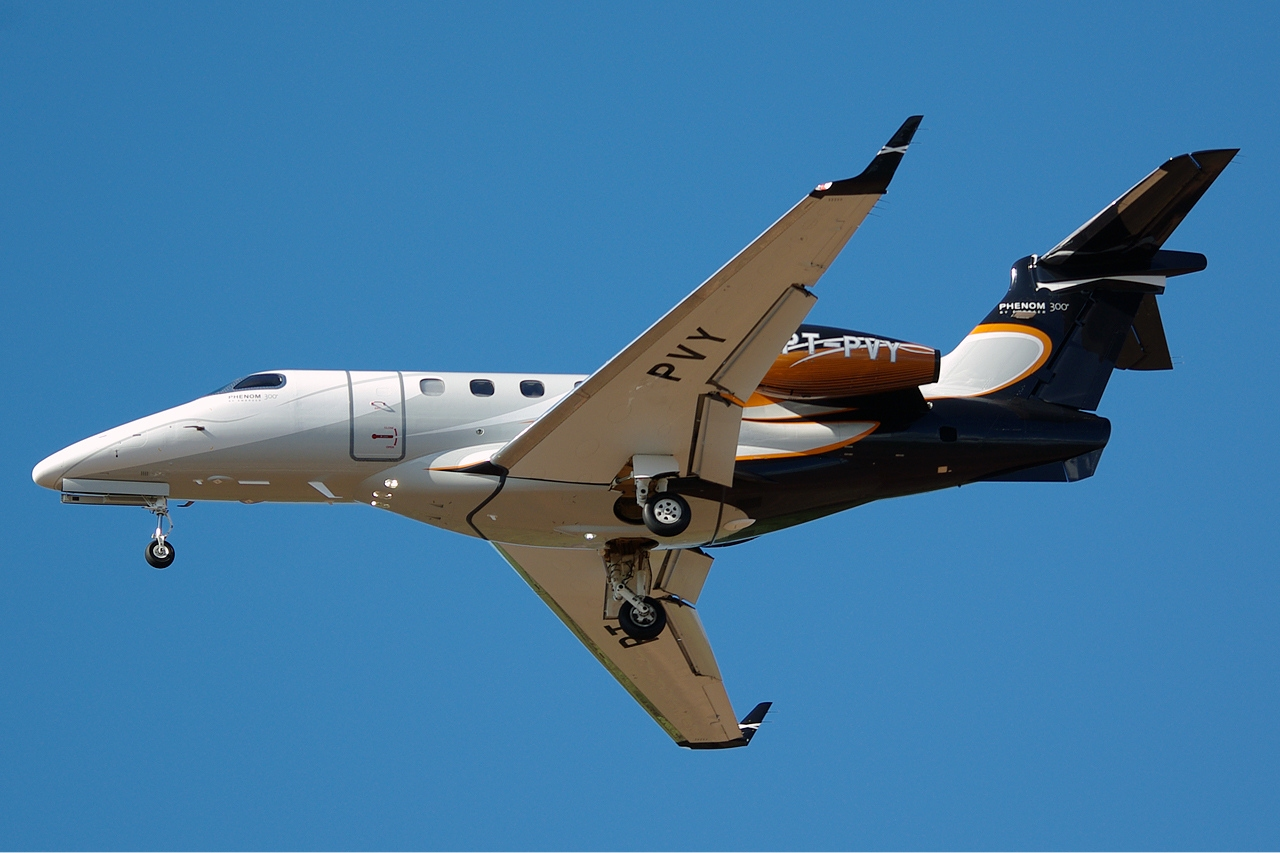
Un Phenom 300.

Il primo prototipo ha effettuato il primo volo nel 2008. Ha ottenuto l'autorizzazione da parte dell'ente dell'aviazione civile del Brasile il 3 dicembre 2009, mentre la FAA, ente statunitense per il volo, ha concesso l'autorizzazione il 14 dicembre dello stesso anno.
L'Agenzia europea per la sicurezza aerea ha autorizzato il Phenom 300 il 29 aprile 2010.
Il Phenom riporta molte migliorie rispetto al suo fratello minore Phenom 100. Oltre alla forma della fusoliera, più grande ed allungata per poter ospitare più passeggeri, il Phenom 300 ha una diversa configurazione delle ali per poter raggiungere velocità più elevate. All'interno lo spazio per i passeggeri è molto ampio, vi è un bagno privato nella parte posteriore del velivolo, una zona salotto e lo spazio per una piccola cambusa.
Il 29 dicembre 2009 la Embraer ha consegnato il primo Phenom 300 alla compagnia Executive Flight Services, presso la sede dell'azienda a São José dos Campos, in Brasile.

## Utilizzatori

### Civili
Regno Unito
- Flairjet[8] (cliente lancio in Europa)
- Pool Aviation[9]

 Stati Uniti
- Flight Options[10]
- Executive Flight Services[11] (cliente lancio)

 Italia
- AirDay[12]

## Galleria d'immagini

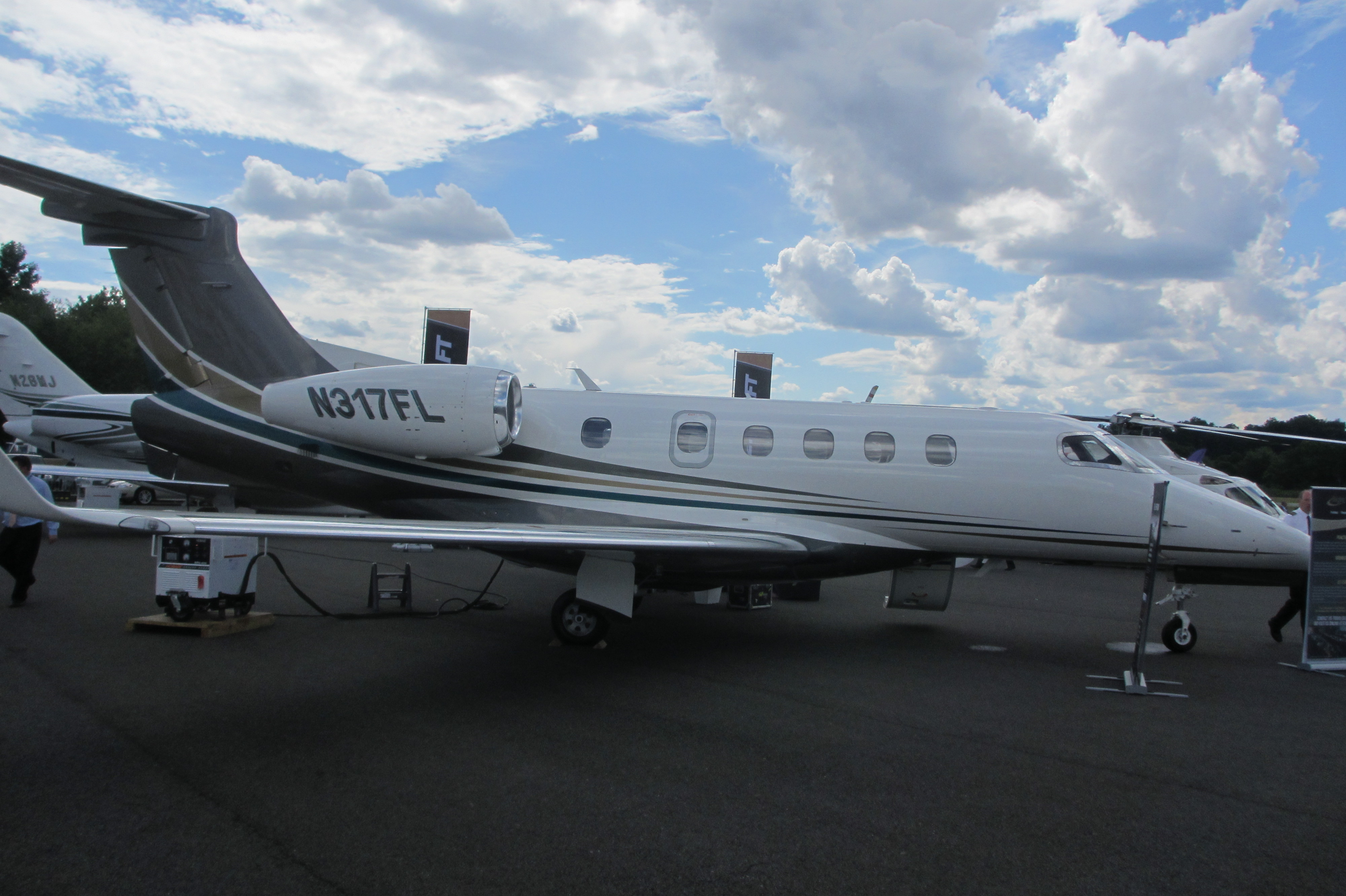
Un Phenom 300 in esposizione
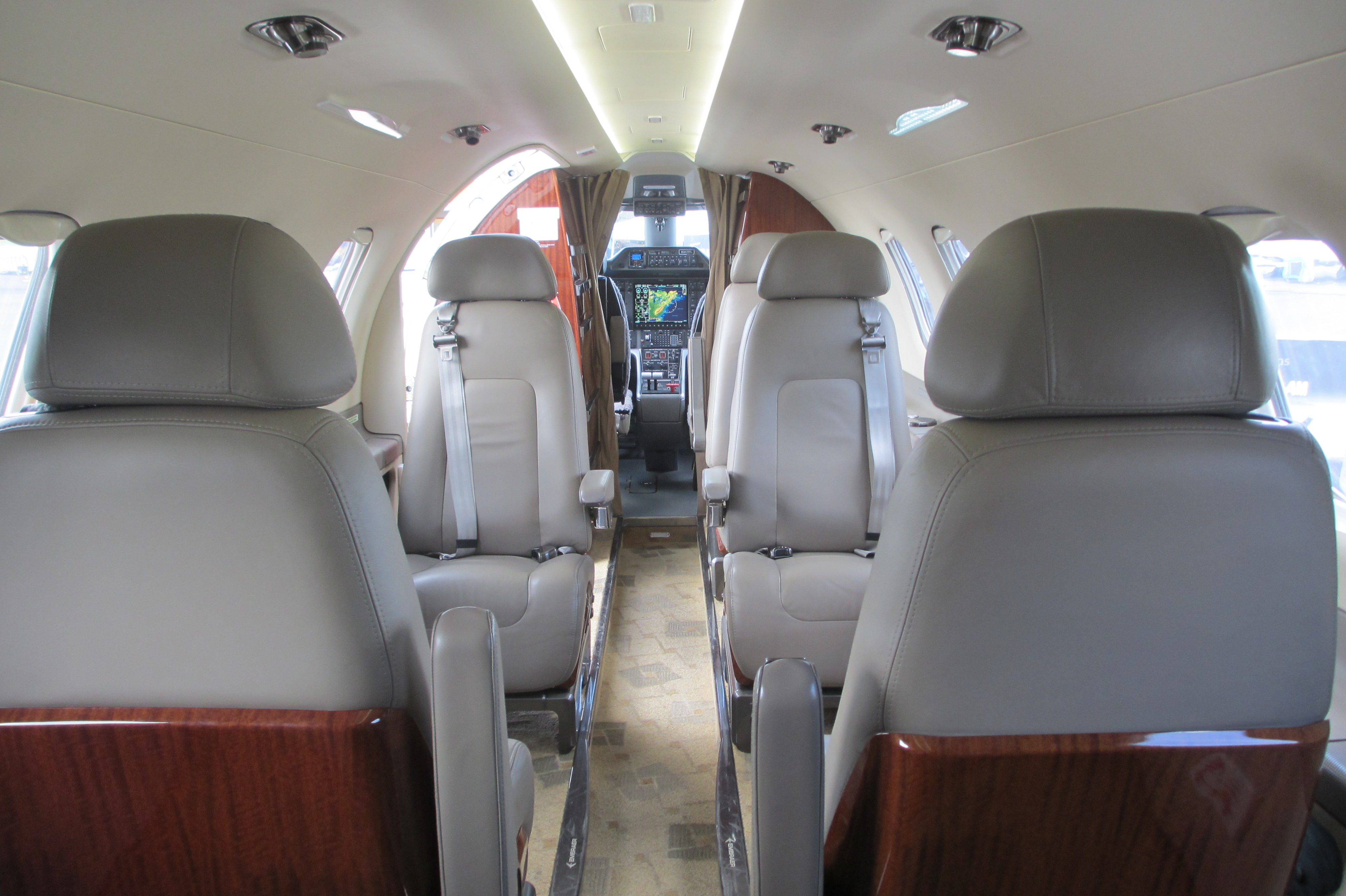
Particolare della cabina passeggeri del Phenom 300
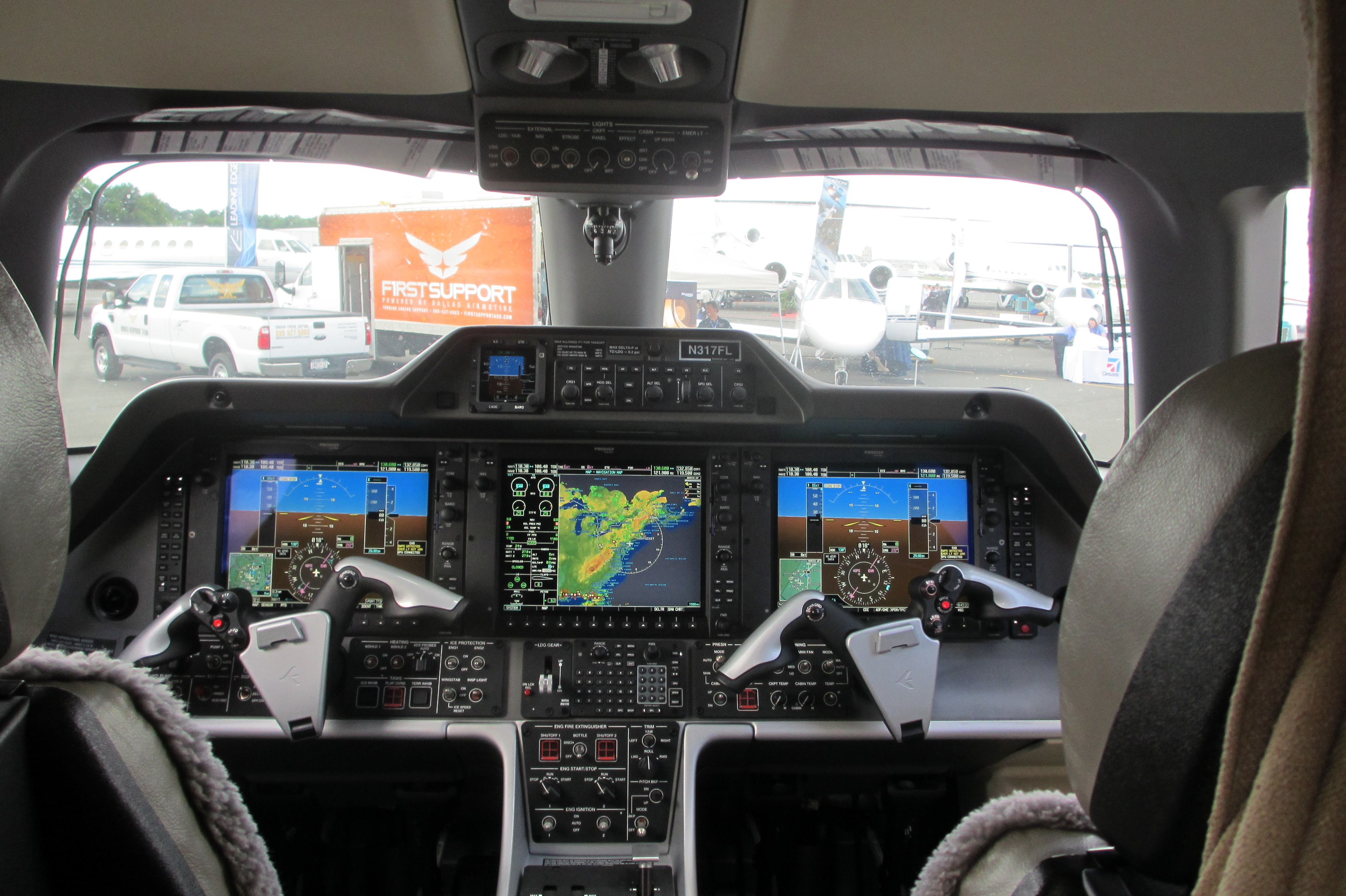
Particolare del cockpit del Phenom 300
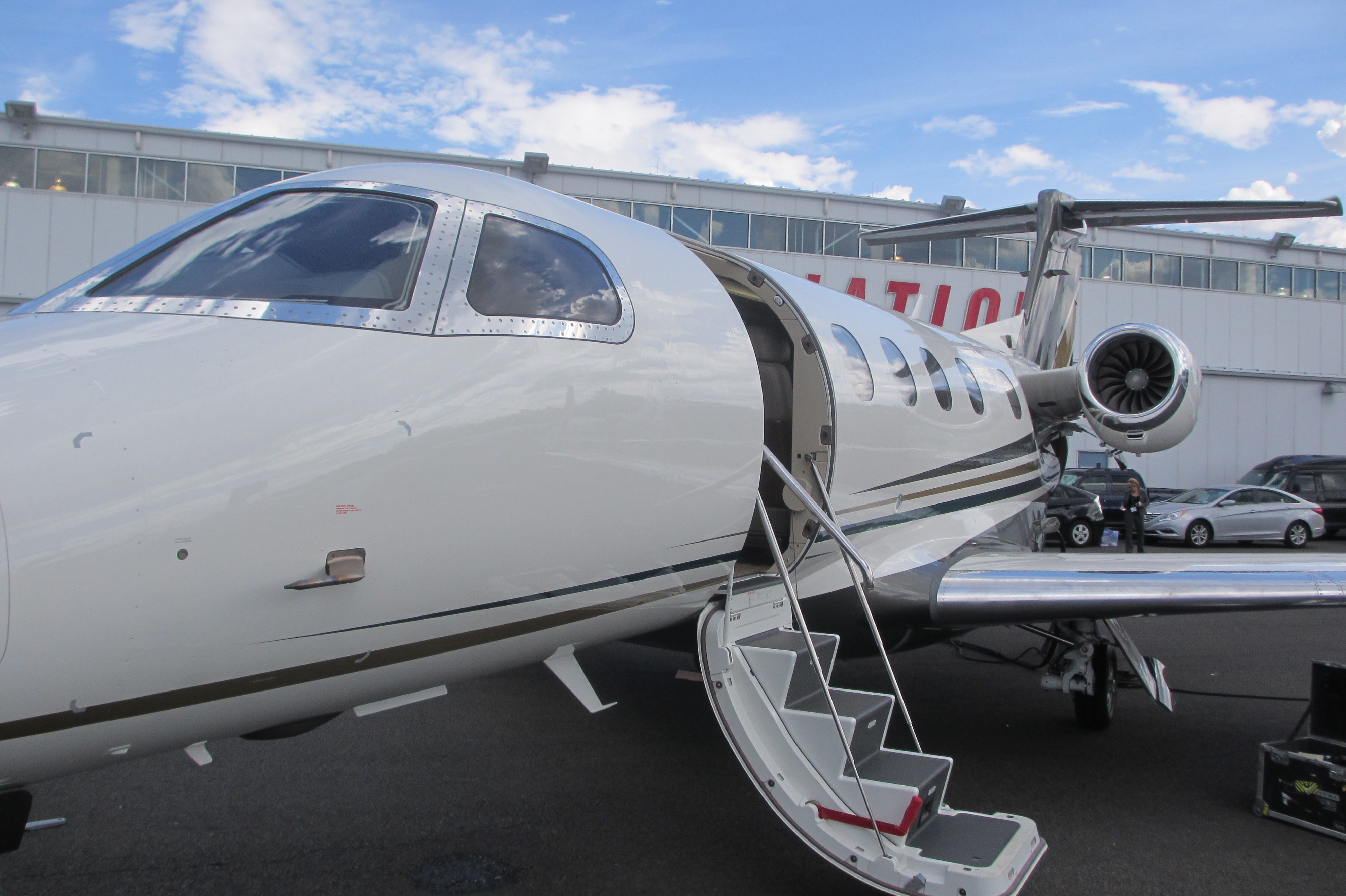
Particolare del portellone d'entrata del Phenom 300, da notare uno dei due motori montati nella parte posteriore della fusoliera
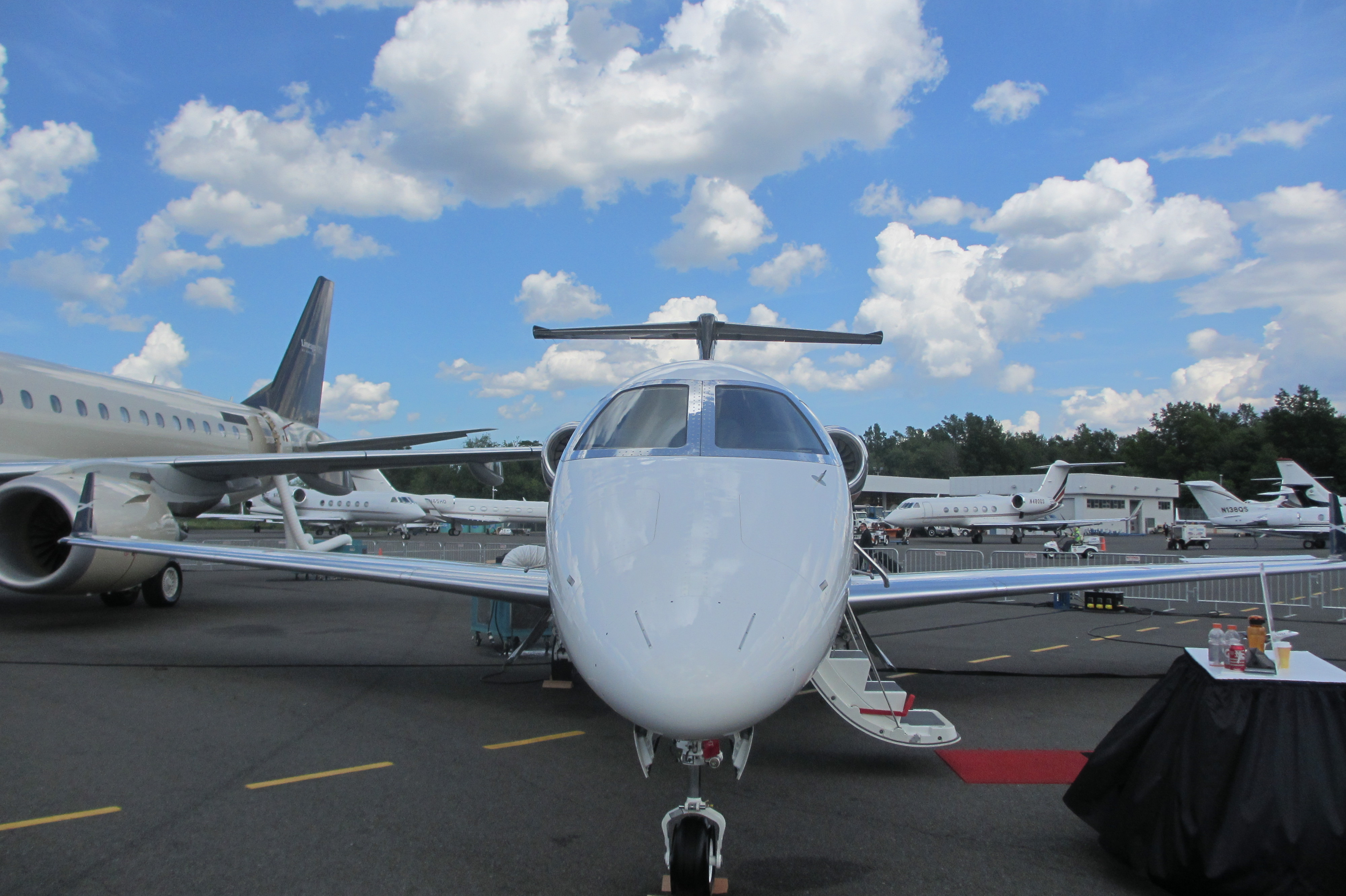
Particolare del muso del velivolo